# شهرستان مولتری (ایلینوی)
شهرستان مولتری (به انگلیسی: Moultrie County) یک شهرستان‌ در ایالات متحده آمریکا است که در ایلینوی واقع شده‌است. شهرستان مولتری ۸۹۰٫۹۶ کیلومتر مربع مساحت دارد.